# Tito Estacílio Tauro
Tito Estacílio Tauro (c. 60 a.C.–c. 10; em latim: Titus Statilius Taurus) foi um político da gente Estacília da República Romana nomeado cônsul sufecto em 37 a.C. com Marco Vipsânio Agripa, e eleito cônsul, em 26 a.C., com Otaviano. Foi um os generais mais importantes de Otaviano (o futuro imperador Augusto).

## Biografia

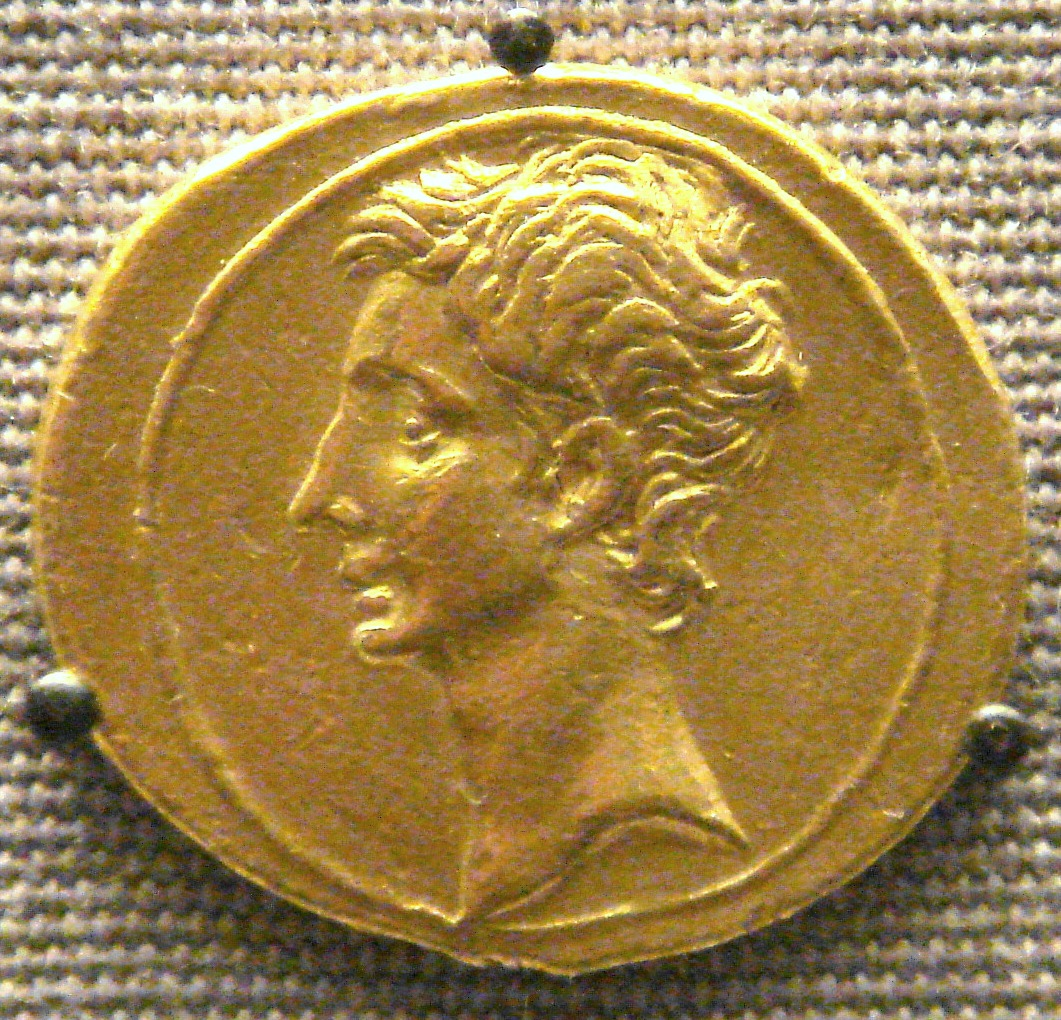
Áureo de Otaviano, ca.

Tauro era um homem novo da região da Lucânia. Inicialmente partidário de Marco Antônio, por quem foi nomeado como cônsul sufecto no ano 37 a.C., substituindo Lúcio Canínio Galo, que havia abdicado. No curso da guerra civil na Sicília, lutou contra Sexto Pompeu (o filho de Pompeu) comandando uma frota baseada em Tarento e enviada por Marco Antônio para ajudar Otaviano. Depois que Sexto foi expulso da Sicília, Tauro cruzou o Mediterrâneo para governar e pacificar a província da África que assegurou sem dificuldade durante dois anos e, por isso, obteve o triunfo em 34 a.C.. Nesse mesmo ano, acompanhou Otaviano à Dalmácia e, depois de seu regresso à Roma, comandou das tropas estacionadas na capital.
Quando a guerra contra Marco Antônio e Cleópatra eclodiu, Tauro apoiou Otaviano e participou na batalha de Ácio (em 31 a.C.) no comando das forças terrestres na costa. As forças terrestres inimigas, contudo, logo se entregaram ao serem abandonadas pelo general Públio Canídio Crasso. Em 29 a.C., combateu na Hispânia, onde venceu os cântabros, os váceos e os ástures durante as Guerras Cantábricas. No mesmo ano mandou construir com suas próprias finanças o primeiro anfiteatro em Roma na parte sul do Campo de Marte que foi inaugurado com um combate de gladiadores. Em agradecimento, os romanos concederam-lhe o direito de nomear anualmente um dos pretores.
É provável que recebeu as ordens de construção deste monumento de Augusto, que incentivou seus amigos ricos a embelezarem a cidade às suas próprias custas; este anfiteatro foi queimado no Grande Incêndio de Roma, no reinado de Nero.(r. 54–68). Em 26 a.C. foi novamente cônsul, desta vez em caráter ordinário, junto com Otaviano já convertido em Augusto. Neste mesmo ano refundou a cidade hispânica de Ilici, com o nome de "Colônia Júlia Ilici Augusta". Em 16 a.C., quando Augusto deixou a Itália para se dirigir a Gália, deixou Tauro como prefeito urbano.

## Família
Estacílio aparentemente teve três filhos e duas filhas, embora não se saiba se todos foram da mesma mulher. Vários membros de sua família foram posteriormente cônsules: Tito Estacílio Tauro em 11, Sisena Estacílio Tauro em 16, Tito Estacílio Tauro em 44 e Tito Estacílio Tauro Corvino em 45. Quanto às suas filhas, uma delas, Estacília L. Pisão, se casou com Lúcio Calpúrnio Pisão Áugure (cônsul em 1 a.C.). Uma segunda pode ser a Estacília que morreu com 99 anos durante o reinado de Cláudio (r. 41–54), que pode ter sido, também, uma irmã de Tauro.